# سفارة مصر في المملكة المتحدة
سفارة مصر في المملكة المتحدة هي أرفع تمثيل دبلوماسي لدولة مصر لدى المملكة المتحدة. تقع السفارة في مدينة وستمنستر وهي تهدف لتعزيز المصالح المصرية في المملكة المتحدة.

## وصلات خارجية
- قائمة سفارات مصر
- قائمة السفارات في المملكة المتحدة